# La Bataille du siècle
Pour plus de détails, voir Fiche technique et Distribution.
La Bataille du siècle (The Battle of the Century) est une comédie du cinéma muet américain de Clyde Bruckman sortie en 1927.

## Synopsis
« Chiffe molle » Clump (Laurel) affronte Thunder Callahan (Noah Young) sur un ring de boxe ; la bataille semble gagnée d'avance mais Clump met K-O son adversaire sans le faire exprès d'un crochet du gauche après que Hardy lui a dit de faire ainsi ; l'arbitre corrompu ne fait que retarder le temps des neuf secondes et finit même par se battre avec Laurel. Au signal, Callahan est ranimé et assomme Clump d'un crochet du droit. L'arbitre ne compte même pas les neuf secondes et déclare Callahan vainqueur ; Hardy, l'entraîneur de Laurel qui s'est évanoui au moment du crochet, revient à lui et découvre que Laurel n'est pas K-O mais dort simplement.
Plus tard, Hardy achète une assurance pour Stan et place une peau de banane pour simuler un accident. Mais un pâtissier portant des tartes glisse dessus avant Laurel, et commence alors une gigantesque bataille de tarte à la crème où tous les passants sont victimes de tartes en plein visage avant de répliquer de la même façon et de se joindre à la mêlée générale. Laurel et Hardy parviennent à s'en extirper cependant.

## Fiche technique
- Titre original : The Battle of the Century
- Titre : La Bataille du siècle
- Réalisation : Clyde Bruckman, supervisé par Leo McCarey
- Scénario : Hal Roach (histoire) et H.M. Walker (intertitres)
- Photographie : George Stevens
- Montage : Richard C. Currier
- Société de production : Hal Roach Studios
- Société de distribution : Metro-Goldwyn-Mayer
- Pays de production :  États-Unis
- Langue : intertitres en anglais
- Format : Noir et blanc - 35 mm - 1,37:1  -  Muet
- Genre : comédie burlesque
- Longueur : deux bobines
- Durée : 19 minutes
- Date de sortie :
  - États-Unis : 31 décembre 1927

## Distribution
Source principale de la distribution :
- Stan Laurel : le boxeur professionnel
- Oliver Hardy : son manager

Reste de la distribution par ordre alphabétique :
- Jack Adams :
- Ed Brandenburg : un participant à la bataille
- Dorothy Coburn : victime d'une tarte en montant en voiture
- George B. French : le dentiste
- Anita Garvin : la femme qui glisse sur une tarte
- Dick Gilbert : l'égoutier
- Charlie Hall : le livreur de tartes
- Jack Hill : un spectateur près du ring
- Ham Kinsey : un spectateur près du ring
- Sam Lufkin : l'arbitre de boxe
- Gene Morgan : le speaker sur le ring
- Bob O'Connor[2] : un participant à la bataille
- Eugene Pallette : l'agent d'assurance
- Bert Roach : un spectateur près du ring
- Dick Sutherland : le patient du dentiste
- Lyle Tayo : la femme à la fenêtre
- Ellinor Vanderveer[3] : la femme dans la voiture
- Dorothea Wolbert : une participante à la bataille
- Charley Young : le vendeur de quatre-saisons
- Noah Young : « Thunder-Clap Callahan », l'adversaire de Stan

Reste de la distribution non créditée :
- Wilson Benge : la victime d'une tarte en haut de forme
- Lou Costello : un spectateur du match de boxe
- Al Hallett :
- Eric Mack : un spectateur
- Steve Murphy : le manager de « Thunder-Clap Callahan »
- Jack O'Brien : le client du cireur de chaussure

## Autour du film

### Séquences manquantes
La séquence avec Eugene Pallette est absente, comme le gag final où un policier reçoit une tarte au visage et chasse sans ménagement Laurel et Hardy dans la rue.
Ce qui est censé être le film entier a été une fois diffusé à la télévision espagnole (TVE1) au cours des années 1970. Ce film comprenait les scènes suivantes :
- Un client assis dans une chaise de coiffeur, à l'intérieur d'un salon de coiffure, reçoit une tarte au visage lors de son rasage.
- Un buveur à l'intérieur d'une salle ou d'un café est frappé par une tarte. En guise de revanche, il achète deux tartes au propriétaire de la salle/café et part avec elles afin de prendre part à la bataille de tartes qui se dispute dehors.

### Allusion littéraire
Dans son ouvrage paru en 2020 aux éditions Verticales, et consacré à la signification des tartes à la crème, Projectiles au sens propre, l'écrivain Pierre Senges prend comme point de départ une citation qu'il attribue à Stan Laurel à propos de La Bataille du siècle : « On a voulu faire en sorte que chaque tarte ait un sens. »